# Badumna tangae
Badumna tangae är en spindelart som beskrevs av Zhu, Zhang och Yang 2006. Badumna tangae ingår i släktet Badumna och familjen Desidae. Inga underarter finns listade.